# Raphidia nuchensis
Raphidia nuchensis är en halssländeart som beskrevs av H. Aspöck et al. 1968. Raphidia nuchensis ingår i släktet Raphidia och familjen ormhalssländor. Inga underarter finns listade i Catalogue of Life.